# Коробова, Галина Григорьевна
Галина Григорьевна Коробова (2 сентября 1937 — 21 июля 2018) — советский и российский учёный, доктор экономических наук (1989), профессор, член-корреспондент Академии экономических наук и предпринимательской деятельности России.
Автор многих публикаций, в том числе в РИНЦ.

## Биография
Родилась 2 сентября 1937 года.

### Образование
В 1959 году окончила Саратовский экономический институт (ныне Саратовский социально-экономический институт РЭУ имени Г. В. Плеханова) по специальности «Финансы и кредит»; в 1967 году там же успешно защитила кандидатскую диссертацию по данному направлению. В 1989 году в Московском финансовом институте защитила докторскую диссертацию по специальности «Финансы и кредит».
В 2007 году стажировалась в филиале «Октябрьский» ЗАО «Экономбанк». В 2014 и 2015 годах проходила повышение квалификации по программе «Современные педагогические и информационно-коммуникационные технологии в образовательной деятельности» в Российском экономическом университете им. Г.В. Плеханова.

### Деятельность
С 1986 по 1995 год возглавляла кафедру денежного обращения и кредита Саратовского социально-экономического института. На этой кафедре впервые стали преподаваться как самостоятельные дисциплины «Банковский маркетинг» и «Банковские риски», а в 1990 году при кафедре после длительного перерыва была вновь открыта аспирантура. С 1995 по 2008 год стояла во главе кафедры банковского дела.
Профессор по кафедре денежного обращения и кредита Саратовского социально-экономического института РЭУ имени Г. В. Плеханова.

## Заслуги
- «Заслуженный работник высшей школы Российской Федерации» (1998).
- Почетная грамота Губернатора Саратовской области за заслуги в развитии и социально-экономическом преобразовании Саратовской области (1997) и благодарственное письмо Саратовской областной думы.
- Почетное звание «Почетный профессор СГСЭУ» (2007).
- Почетная грамота ректора СГСЭУ (2011) и Почетная грамота администрации муниципального образования «Город Саратов» (2016).